# Musikåret 1898

## Händelser
- 19 september – Kongliga Teatern i Stockholm inviger sitt nuvarande operahus. [1]
- April – Skivbolaget "The Gramophone Co." bildas i London.[2]
- okänt datum – Franska skivmärket Pathéfon startas.[3]

## Årets singlar & hitlåtar
Vänligen sortera soloartister på efternamn, musikgrupper på förstabokstaven (utan engelskans "The" och "A")
- John Terrell – When Johnny Comes Marching Home [4]

## Publicerad musik
- Nu tändas tusen juleljus av Emmy Köhler [5]

## Klassisk musik
- Carl Nielsen - Stråkkvartett nr 3 i Ess-dur
- Christian Sinding – Violinkonsert i A-dur[6]
- Eugen d'Alberts opera Die Abreise har premiär den 20 oktober i Frankfurt am Main.

## Födda
- 9 januari – Gracie Fields, brittisk skådespelare och sångare.
- 22 januari – Gustaf Paulson, svensk organist och tonsättare.
- 3 februari – Lil Hardin Armstrong, amerikansk jazzpianist, kompositör, arrangör, sångare och bandledare.
- 12 februari – Roy Harris, amerikansk tonsättare.
- 9 april – Paul Robeson, amerikansk aktivist, sångare och skådespelare.
- 14 april – Kai Rosenberg, dansk kompositör, kapellmästare och musiker.
- 7 maj – Daniel Olson, svensk tonsättare, organist, musiklärare och musikkritiker.
- 11 maj – Sven Nilsson, svensk skådespelare och operasångare (bas).
- 2 juni – Ola Isene, norsk sångare och skådespelare.
- 5 juni – Charles Dornberger, amerikansk saxofonist och orkesterledare.
- 6 juni – Ninette de Valois, brittisk ballerina, grundare av Royal Ballet.
- 4 juli – Gertrude Lawrence, brittisk skådespelare, sångare och dansare.
- 6 juli – Hanns Eisler, tysk tonsättare.
- 9 juli – Marcel Delannoy, fransk tonsättare.
- 15 juli – Noel Gay, engelsk kompositör och sångtextförfattare.
- 23 juli – Bengt Djurberg, svensk skådespelare och sångare.
- 24 juli – Svea Welander, svensk organist och tonsättare.
- 3 augusti – Helge Lindberg, svensk kompositör och kapellmästare.
- 10 september – Annika Björklund, svensk kompositör och författare.
- 26 september – George Gershwin, amerikansk kompositör och pianist.
- 27 september – Vincent Youmans, amerikansk musikalkompositör och Broadwayproducent.
- 8 oktober – Clarence Williams, amerikansk jazzmusiker, sångare, kompositör, orkesterledare, musikförläggare och producent.
- 10 oktober – Gunnar Jeanson, svensk musikforskare och skriftställare.
- 18 oktober – Lotte Lenya, österrikisk-amerikansk sångare och skådespelare.
- 1 november – Sippie Wallace, amerikansk bluessångare, låtskrivare och pianist.
- 5 december – Grace Moore, amerikansk sångare (sopran) och skådespelare.
- 24 december – Baby Dodds, amerikansk jazztrumslagare.

## Avlidna
- 16 januari – Antoine François Marmontel, 81, fransk musikskriftställare och tonsättare.
- 17 januari – Anders Willman, 63, svensk operasångare och teaterchef.
- 24 januari – Fredrik Kjellstrand, 71, svensk tonsättare.
- 15 mars – Julius Schulhoff, 72, böhmisk pianist och tonsättare.
- 16 mars – Jonas Fredrik Törnwall, 78, svensk tonsättare och domkyrkoorganist.
- 28 mars – Anton Seidl, 47, österrikisk dirigent.
- 21 april – Louis Théodore Gouvy, 78, fransk-tysk tonsättare.
- 15 maj – Ede Reményi, 70, ungersk violinist.
- 17 augusti – Carl Zeller, österrikisk tonsättare.
- 9 september – William Chatterton Dix, 61, engelsk psalmförfattare och kompositör.
- 11 september – Adolphe Samuel, 74, belgisk tonsättare.
- 29 december – Georg Goltermann, 74, tysk cellist och tonsättare.

### Fotnoter
1. ↑  ”Kungliga Operan”. Arkiverad från originalet den 15 maj 2011. https://web.archive.org/web/20110515015959/http://www.operan.se/Om-Operan/Historik-och-verksamhet/Det-nya-operahuset-/. Läst 14 april 2011.
2. ↑  ”Svenska samfundet för musikforskning”. 25 april 1903. Arkiverad från originalet den 14 augusti 2010. https://web.archive.org/web/20100814103439/http://musikforskning.se/konferenser/2003/abstracts.php?menu=1. Läst 3 juni 2011.
3. ↑  ”78:or & film”. Arkiverad från originalet den 21 juni 2019. https://web.archive.org/web/20190621192139/http://musiknostalgi.atspace.cc/pathe.htm. Läst 3 juni 2011.
4. ↑  ”American Memory”. http://memory.loc.gov/cgi-bin/query/r?ammem/berl:@field(NUMBER+@band(berl+13177YY)). Läst 22 mars 2011.
5. ↑  ”Myspace”. http://www.myspace.com/emmykohler. Läst 23 mars 2011.
6. ↑  ”Christian Sinding Page”. http://www.classical-composers.org/comp/sinding. Läst 18 juni 2008.